# Évasion de Fort Stanton

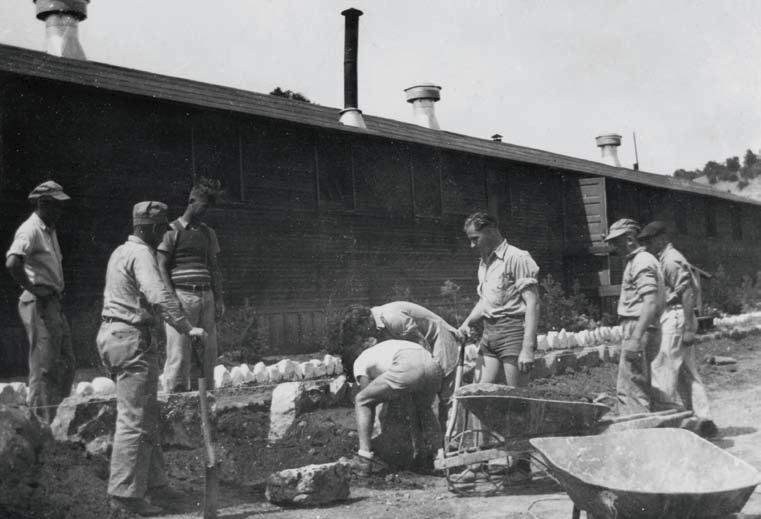
Internés allemands travaillant dans leur jardin à Fort Stanton.

L'évasion de Fort Stanton s'est produite le 1er novembre 1942, lorsque quatre marins allemands s'échappent d'un camp d'internement à Fort Stanton, au Nouveau-Mexique. Il y eut d'autres tentatives d'évasion mineures du fort, cependant, l'incident de novembre 1942 fut le plus concluant et le seul à se terminer par une fusillade. Un Allemand fut blessé en conséquence et les trois prisonniers restants ont été renvoyés à Fort Stanton,.

## Contexte
Fort Stanton, situé à environ sept miles au nord-est de Capitan, était un ancien poste de l'armée américaine du Far West, mais lorsque la Seconde Guerre mondiale débute, un camp est construit sur le site pour les internés allemands et japonais. La plupart des prisonniers allemands, y compris les quatre impliqués dans l'évasion, sont des membres d'équipage du SS Columbus, un paquebot de luxe coulé par son propre équipage à 400 milles des côtes de Virginie, aux États-Unis, le 19 décembre 1939. Le camp de Fort Stanton est construit à l'origine spécifiquement pour l'équipage du Columbus, qui compte plus de 400 hommes, et est également le premier camp d'internement américain pour civils ouvert pendant la guerre. Le camp est gardé par des membres de la United States Border Patrol, plutôt que l'armée. Le fort Stanton est choisi car il abrite des bâtiments abandonnés du Civilian Conservation Corps adjacents, pouvant être utilisés, et dispose aussi d'un hôpital à proximité. De plus, « l'emplacement garantissait que toute activité pro-nazie serait étouffée dans cette partie plutôt isolée du Nouveau-Mexique »,.
Le premier des internés à arriver à Fort Stanton date de janvier 1941. À cette époque, le poste étant encore en construction, les Allemands sont chargés de construire des logements pour les nouveaux arrivants. Les Allemands construisent quatre casernes, une cuisine, un réfectoire, une buanderie, des toilettes et des toilettes, des magasins, un quartier d'officiers et un dispensaire médical. Il y a aussi des jardins pour les produits frais, une salle de loisirs et une piscine dans laquelle se déroulent des compétitions « mini-olympiques » avec la population locale,.
Au début, le camp ressemble plus à une petite ville qu'à une prison. Les Allemands disposent de beaucoup de liberté car à cette époque les États-Unis et l'Allemagne ne sont pas encore en état de guerre. Cependant, après la déclaration d'Adolf Hitler le 9 décembre 1941, il leur aient interdit d'aller à Capitan, ou de faire une randonnée dans les montagnes voisines. Pendant deux ans, les marins allemands attendent pour rentrer chez eux, et avec l'entrée en guerre des Américains, ils sont dorénavant considérés comme des «  étrangers ennemis », ne pouvant être libérés qu'une fois la guerre terminée. C'est à cette époque que les tours de garde et les clôtures de barbelés ont été construites.

## L'évasion
Il y eut quelques tentatives d'évasion avant et après l'incident de novembre 1942 ; les Allemands « ont escaladé les clôtures, quitté les postes de travail ou creusé des tunnels », mais tous les évadés ont été capturés et renvoyés au camp. Après un certain temps, les Allemands ont probablement estimé que s'échapper était futile en raison de l'éloignement de la région. À part le Mexique, qui se trouve à plus de 100 milles au sud du fort Stanton, il n'y avait nulle part où s'échapper. Cela n'a pas empêché quatre hommes tenter le voyage,.
Dans la nuit du 1er novembre 1942, Bruno Dathe, Willy Michel, Hermann Runne et Johannes Grantz réussissent à s'échapper du camp, utilisant l'obscurité comme couverture, et à se diriger vers le sud en direction de la frontière. Cependant, leur absence est rapidement découverte, une grande chasse à l'homme est alors menée par la police au Nouveau-Mexique, au Texas et au Mexique. Les Allemands se cachent à proximité : le 3 Novembre, un propriétaire de ranch et membre d'un posse nommé Bob Boyce repère les évadés alors qu'il garde Gabaldon Canyon. Boyce envoya immédiatement un message au corps principal de la troupe, qui était sous le commandement de l'adjoint Joe Nelson et se composait d'environ vingt-cinq hommes. Après un peu de fuite, le groupe localise les Allemands à environ quatorze milles au sud du camp, sur une colline à l'intérieur de la forêt nationale de Lincoln. Selon les journaux de l'époque, les Allemands se baignaient dans un ruisseau ou dormaient sur la colline herbeuse lorsque les soldats les rejoignaient à cheval. L'un des évadés était armé d'un pistolet automatique. Cependant, les informations sur l'un des évadés ayant une arme à feu sont incorrectes. L'un des évadés confirma plus tard qu'aucun d'entre eux n'était armé, qu'ils n'avaient accès à aucune arme à feu et qu'ils venaient de s'enfuir,. Il y eut une brève fusillade, blessant l'un des Allemands, mais tous ont été arrêtés et rapidement ramenés à Fort Stanton.